# Tóth István (óvodapedagógus)
Tóth István (Gibárt, 1817. február 28. – Miskolc, 1886. január 24.) kisded-nevelő. 

## Élete
A tanulást Abaújszántón kezdte, innét 1830-ban Sárospatakra ment a grammatikai osztályba; 1835-ben elvégezte a rehorikai osztályt és Losoncon a jogtudományt; azután két évig az elemi osztály tanítója lett 1841-ig. Innen a tolnai kisdedóvó képzőbe ment, 1842-ben pedig Miskolcra került a megyei példány-óvóba, melyet 38 évig elismeréseket aratva vezetett. 1881-ben ment nyugdíjba, s ekkor a Ferenc József koronás ezüst érdemkeresztet kapott. 1885-ben 2500 forint alapítványt tett a népnevelésre. Sírja az avasi református temetőben van.
Kisdednevelési cikkeket írt a következő hírlapokba: Borsod (1862), Néptanítók Lapja (1868–69., 1871), Alapnevelők és Szülők Lapja (1869), Népnevelők Lapja (1870), Kisdednevelési Szakközlöny (1872), Kisdednevelési Lap (1880), Miskolcz és Borsodmegyei Lapok (1883). Két ízben nyerte el a kisdednevelők országos egylete által kitűzött pályadíjat (1876: Társalgás az óvódákban, 1877: Miként viselje magát a kezdő kisdednevelő az óvodában és a társadalomban).

## Munkái
- Az országos kisdedóvás mai állapota, ötödik közlemény, a miskolczi illetőleg a borsodmegyei példány óvoda történelme és alaprajzi leírása. Pest, 1864.
- Gyermek-dalok 100 darabban, hangjegyekre alkalmazva, óvodák és elemi iskolák számára. Miskolcz, 1881.